# 서울중부경찰서
서울중부경찰서(서울中部警察署, Seoul Jungbu Police Station)는 서울특별시경찰청이 담당하는 경찰서 중 하나이다. 서울남대문경찰서와 함께 서울특별시 중구를 담당한다. 서울특별시 중구 수표로 27(저동2가 62-1)에 위치하고 있다.
서장은 총경으로 보한다.

## 연혁
- 1907년: 한성본정경찰서 개서
- 1910년 8월: 경성본정경찰서로 변경
- 1947년 2월 1일: 중부경찰서로 변경
- 2001년 12월 27일: 서울중부경찰서로 변경

## 조직
| - 부속실 - 청문감사관 - 경무과 - 생활안전과 | - 112종합상황실 - 여성청소년과 - 수사과 - 형사과 | - 교통과 - 경비과 - 정보과 - 보안과 |

## 관할 지구대
서울중부경찰서는 3개 지구대와 4개 파출소를 산하에 두고 있다.
| 명칭             | 사진 | 주소                    | 관할구역 |
| ---------------- | ---- | ----------------------- | --- |
| 을지지구대       |      | 퇴계로46길13            | 방산동, 오장동, 주교동 일부, 충무로5가 일부, 을지로4가 지하철역 4～8번 출구, 동대문역사문화공원지하철역                    |
| DDP치안센터      |      | 을지로281               | |
| 광희지구대       |      | 퇴계로 375-1 (신당동)   | 신당동, 황학동, 무학동, 흥인동, 광희동2가, 청구지하철역 1번출구                                                            |
| 약수지구대       |      | 을지로234               | 다산동, 약수동, 청구동, 청구역 3번출구, 약수역                                                                             |
| 다산치안센터     |      | 동호로14길 18           | |
| 충무파출소       |      | 퇴계로 178 (필동1가)    | 필동, 예장동, 주자동, 남학동, 충무로2·3·4·5가 일부, 장충동2가                                                              |
| 을지로3가 파출소 |      | 충무로 56-1 (을지로3가) | 저동1·2가, 을지로3·4가 일부, 충무로3·4가 일부, 현동1가, 인현동2가, 예관동 일부, 을지로3가역, 을지로4가역 1,2,3,9,10번 출구 |
| 충4치안센터      |      | 충무로2길 39            | |
| 장충파출소       |      | 동호로 261 (장충동2가)  | 장충동, 묵정동, 쌍림동, 동국대학교, 동대입구역                                                                             |
| 신당파출소       |      | 다산로 248 (신당동)     | 신당5동·동화동, 신당역, 청구역 2번 출구                                                                                    |

## 같이 보기
- 서울특별시지방경찰청
- 서울남대문경찰서